# The Capturing of David Dunne
The Capturing of David Dunne è un cortometraggio muto del 1913.

## Produzione
Il film fu prodotto dalla Biograph Company.

## Distribuzione
Distribuito dalla General Film Company, il film - un cortometraggio in una bobina - uscì nelle sale cinematografiche statunitensi, regia di Albert S. Rogell (1931) l'8 dicembre 1913.
Non si conoscono copie ancora esistenti della pellicola che viene considerata presumibilmente perduta.